# داوكو
داوكو (باليابانية: だをこ) مغنية يابانية من طوكيو. بدأت مسيرتها الفنية بعد أن حصل أحد فيديواتها على موقع نيكو نيكو دوغا تفاعلاً واهتماماً من قبل الجمهور في عام 2012 عندما كانت بعمر الـ15 عاما.

## روابط خارجية
- داوكو على موقع IMDb (الإنجليزية)
- داوكو على موقع ميوزك برينز (الإنجليزية)
- داوكو على موقع أول ميوزيك (الإنجليزية)
- داوكو على موقع ديسكوغز (الإنجليزية)
- داوكو على موقع قاعدة بيانات الفيلم (الإنجليزية)
- داوكو على موقع ANN person (الإنجليزية)